# まつえウォーカー
まつえウォーカーとは、2007年3月31日まで一畑バスが島根県松江市で運行していた市内循環バス。
松江駅と松江しんじ湖温泉駅を結び、そのエリア内の主要施設・観光施設を周遊する91番（右まわり）・92番（左まわり）の2ルートが運行されていた。

## 特徴
- 料金は150円（子供80円）。一日乗車券は400円（子供200円）。2006年6月1日改定（値上げ）。
- 定期券・一畑電車の便利回数券・バスカードも利用できる。
- 当初は他の路線の車両が運用に入ることもあったが、のちに全て中型ノンステップバス6台（いすゞエルガミオ）での運行となった。（当初の料金は100円（子供50円）だったため、6台とも希望ナンバー「・100」で登録されている。）
  - 島根230あ・100
  - 島根230い・100
  - 島根230う・100
  - 島根230え・100
  - 島根230か・100
  - 島根230き・100

## コース

### 91番（右まわり）
松江駅 → 寺町 → 天神町中央 → 灘町 → 宍道湖大橋南詰 → 宍道湖大橋北詰 → 市役所前 → 県庁南入口 → 内中原小学校前 → 交融橋 → 松江しんじ湖温泉駅 → 千鳥町 → 千鳥南公園（ホテル一畑前） → 堂形入口 → 宮の丁 → 月照寺入口 → 黒田町 → 堀川遊覧船のりば西入口 → 堀川遊覧船のりば → 小泉八雲記念館前 → 北殿町 → 県民会館前 → 京橋合銀前 → 大橋北詰 → 大橋南詰 → 寺町 → 朝日町 → 松江駅

### 92番（左まわり）
松江駅 → 寺町 → 天神町 → 大橋南詰 → 大橋北詰 → 京橋 → 県庁前 → 県民会館前 → 商工中金前 → 北堀町 → 小泉八雲記念館前 → 堀川遊覧船のりば → 堀川遊覧船のりば西入口 → 黒田町 → 月照寺入口 → 交融橋 → 千鳥町 → 千鳥南公園（ホテル一畑前） → 松江しんじ湖温泉駅 → 堂形入口 → 宮の丁 → 内中原小学校前 → 県庁南入口 → 市役所前 → 宍道湖大橋北詰 → 宍道湖大橋南詰 → 灘町 → 天神町中央 → 寺町 → 朝日町 → 松江駅